# Kereszténydemokrata Unió
A Kereszténydemokrata Unió (németül Christlich Demokratische Union Deutschlands, röviden CDU) Németország (1990-ig Nyugat-Németország) egyik nagy konzervatív néppártja, az Európai Néppárt tagja.
Saját hitvallása szerint a CDU a „közép kereszténydemokrata, liberális és konzervatív pártja”. A Kereszténydemokrata Unió az összes keresztény irányzatot képviselni kívánja a politika színpadán, ellentétben császárkori és weimari szellemi elődjével, a Centrumpárttal, mely kizárólag katolikus értékeket kívánt megjeleníteni.

## Ideológiája

### Vallásosság
A párt keresztény szellemisége a kezdetek óta jelen van. 1945-ben a Német Centrumpárt katolikusai és evangélikusai egy felekezeteket áthidaló politikai mozgalomra tartott igényt, amiből a CDU született meg. A többségében katolikus Centrumpárttal ellentétben a CDU "minden ember méltóságát, szabadságát és egyenlőségét elismeri".
A párt programja szerint "keresztény felfogás szerint minden ember, élőlény és a környezet Isten teremtménye".

### Kapcsolata az egyházakkal
A párt a megalapítása óta nyitott az összes keresztény felekezetű ember és a nem keresztények felé is. Magának a párt alapításnak is a célja volt, hogy az összes keresztény felekezetű szavazónak legyen tömegpártja. A Berlini Szabadegyetem 2005-ös felmérése szerint a CDU-tagok 51%-a katolikusnak, 33,3%-a evangélikusoknak vallotta magát és 15,7%-a úgy nyilatkozott, hogy nem tartozik semelyik egyházhoz sem. A felekezetek közti alapvető különbség a szociálpolitika, biotechnológia eseteiben van.

### Gazdaságpolitika
A CDU a szociális piacgazdaság híve, amit a jövőbeni szabadság, jólét és biztonság garanciájának tartanak.  A globalizáció esetében a szociális piacgazdaság nemzetközivé válásában hisznek, aminek az emberek gazdasági szabadságát kell szolgálnia. Emiatt a CDU-t "gazdaságilag racionális, társadalmilag igazságosnak" nevezik egyesek.
Álláspontjuk szerint a szociális piacgazdaság egyben egy olyan gazdasági modell, amivel a "szabad" demokrácia is működik. Szerintük a szabadság és a felelősség valamint verseny és a szolidaritás egy olyan egységet képez, amely a társadalmi igazságosságot szolgálja. A szociális piacgazdaság előnye álláspontjuk szerint a "több szabadság és verseny".
A gazdaságpolitika céljának a teljes foglalkoztatást tekintik, emellett a tartós és arányos gazdasági növekedés valamint a stabil költségvetés. Fontosnak tartják hogy további privatizálást hajtsanak végre minden gazdasági ágazatban.
Foglalkoztatás szempontjából hitet tesznek a munkaerőpiac rugalmassá tételében és a bérautonómiában.

### Családpolitika
A párt a társadalom alapjának a családokat tartja, amik nő és férfi házasságából áll.
A párt hosszú időn keresztül elutasította az azonos neműek házasságát, 2001-ben bevezették a hetero- és homoszexuális párok számára a bejegyzett élettársi kapcsolatot, ami miatt a Német Alkotmány 6. cikkelyének 1. bekezdését módosították, amelynek új szövege: "A házasságot és a családot az államrend különös védelemben részesíti". 2002 januárjában a Német Alkotmánybíróság határozatában a módosítást hátrányosnak ítélte meg az élettársi kapcsolatban élők számára, ami miatt alkotmányos aggályok vetődtek fel.
Ennek ellenére a CDU továbbra is amellett érvelt, hogy házasság kizárólag nő és férfi esetében értelmezhető. A párt ellenezte, hogy adózás szempontjából jogi egyenlőség legyen az élettársi kapcsolatban és a házasságban élő párok közt. Ennek ellenére a 2009-es koalíciós szerződés a bajor keresztényszociálisokkal és szabaddemokratákkal már "Az adójogban levő alkotmányellenes egyenlőtlenség megszüntetését" tűzte ki célul. Ekkor már évi 15.000 euróval többet adózott átlagosan egy élettársi viszonyban élő pár, mint egy házaspár.
2013 júniusában a párt változtatott az álláspontján, miután a Német Alkotmánybíróság alkotmányellenesnek ítélte meg, hogy a homoszexuális párokat nem illetik meg ugyanazok az adókedvezmények a személyi jövedelem adó esetében mint a házaspárokat. 2017-ben a párt megszavazta az azonos neműek házasságának bevezetését Németországban.

### Oktatáspolitika
A párt szerint a hárompilléres oktatási rendszert kell fenntartani, és ellenzi a szociáldemokraták  ötletét, hogy a Gesamtschule szerepét erősítsék. Amivel a különböző iskolatípusok közti átjárhatóságot erősítenék.
A párt javasolja a tandíj bevezetését, ezt 2007 és 2008 folyamán csak  CDU, CSU illetve CFU/FDP vezette tartományokban vezették be.

## Története
A CDU-t 1945 júniusában alapították, irányvonala az első években az úgynevezett „keresztény szocializmus” volt, tagjai a legkülönbözőbb pártokból érkeztek: a Centrumpártból, a liberális DDP-ből, a Német Néppártból, a Német Nemzeti Néppártból, valamint a náci NSDAP-ból.
A CDU 1949-től kezdve, Konrad Adenauer kancellár hatalomra kerülésével a szociális piacgazdaságot kívánta megvalósítani, ellenezte a tőkés gazdasági rendet. Az 1963-ig tartó Adenauer-éra a párt presztízsnövekedéséhez vezetett, ekkor lendült fel a gazdasági élet, ettől kezdve lett fogalom a „német gazdasági csoda.” A CDU-kormány sikert sikerre halmozott, az 1955-ös NATO-belépés után 1957-ben sikerült az abszolút többség elérése is. A gazdasági csoda egyik legfőbb mozgatója Ludwig Erhard gazdasági miniszter volt, aki 1963-tól szövetségi kancellár lehetett. Ezután 1965-ben gazdasági válság sújtotta az országot, ami pedig a koalíciós partnerrel való nézeteltérésekhez, majd végleges szakításhoz vezetett. Ekkor alakult meg az első német nagykoalíció, melynek kancellárja továbbra is CDU-politikus maradt: Kurt Georg Kiesinger. Az 1969-ig tartó kancellárság után a CDU ellenzékbe kellett hogy vonuljon, egészen 1982-ig, amikor is Helmut Kohl vált kormányfővé. Posztját egészen 1998-ig megőrizte, amikor is a Gerhard Schröder vezette szociáldemokraták arattak győzelmet.
2005 és 2021 között ismét a párt adta a kancellárt, Angela Merkel személyében.

## Pártelnökök 1950-től
| Név                                | hivatal kezdete                    | hivatal vége                       |
| A Kereszténydemokrata Unió elnökei | A Kereszténydemokrata Unió elnökei | A Kereszténydemokrata Unió elnökei |
| ---------------------------------- | ---------------------------------- | ---------------------------------- |
| Konrad Adenauer                    | 1950. október 21.                  | 1966. március 23.                  |
| Ludwig Erhard                      | 1966. március 23.                  | 1967. május 23.                    |
| Kurt Georg Kiesinger               | 1967. május 23.                    | 1971. október 5.                   |
| Rainer Barzel                      | 1971. október 5.                   | 1973. június 12.                   |
| Helmut Kohl                        | 1973. június 12.                   | 1998. november 7.                  |
| Wolfgang Schäuble                  | 1998. november 7.                  | 2000. február 16.                  |
| Angela Merkel                      | 2000. április 10.                  | 2018. december 7.                  |
| Annegret Kramp-Karrenbauer         | 2018. december 7.                  | 2021. január 22.                   |
| Armin Laschet                      | 2021. január 22.                   | 2022 január 22.                    |
| Friedrich Merz                     | 2022. január 22.                   | hivatalban                         |

## A párt által adott német kancellárok
(1990-ig csak Nyugat-Németország kancellárjai)
- Konrad Adenauer (1949–1963)
- Ludwig Erhard (1963–1966)
- Kurt Georg Kiesinger (1966–1969)
- Helmut Kohl (1982–1998)
- Angela Merkel (2005–2021)
- Friedrich Merz (2025–)

## Választási eredmények

### Bundestag
| Választások | Választókerületi szavazatok száma | Pártlistás szavazatok száma | %    | Megszerzett helyek száma | Kormány/Ellenzék?                              | Pártelnök            |
| ----------- | --------------------------------- | --------------------------- | ---- | ------------------------ | ---------------------------------------------- | -------------------- |
| 1949        | nem volt                          | 5 978 636                   | 25,2 | 115 / 402                | Kormánypárt: CSU, FDP és DP pártokkal koalíció | Konrad Adenauer      |
| 1953        | 9 577 659                         | 10 016 594                  | 36,4 | 197 / 509                | Kormánypárt: CSU, FDP és DP pártokkal koalíció | Konrad Adenauer      |
| 1957        | 11 975 400                        | 11 875 339                  | 39,7 | 222 / 519                | Kormánypárt: CSU és DP pártokkal koalíció      | Konrad Adenauer      |
| 1961        | 11 622 995                        | 11 283 901                  | 35,8 | 201 / 521                | Kormánypárt: CSU és FDP pártokkal koalíció     | Konrad Adenauer      |
| 1965        | 12 631 319                        | 12 387 562                  | 38,0 | 202 / 518                | Kormánypárt: Nagykoalíció CSU és SDP pártokkal | Konrad Adenauer      |
| 1969        | 12 137 148                        | 12 079 535                  | 36,6 | 201 / 518                | Ellenzék                                       | Kurt Georg Kiesinger |
| 1972        | 13 304 813                        | 13 190 837                  | 35,2 | 186 / 518                | Ellenzék                                       | Rainer Barzel        |
| 1976        | 14 423 157                        | 14 367 302                  | 38,0 | 201 / 518                | Ellenzék                                       | Helmut Kohl          |
| 1980        | 13 467 207                        | 12 989 200                  | 34,2 | 185 / 519                | Ellenzék                                       | Helmut Kohl          |
| 1983        | 15 943 460                        | 14 857 680                  | 38,1 | 202 / 520                | Kormánypárt: Koalíció CSU és FDP pártokkal     | Helmut Kohl          |
| 1987        | 14 168 527                        | 13 045 745                  | 34,4 | 185 / 519                | Kormánypárt: Koalíció CSU és FDP pártokkal     | Helmut Kohl          |
| 1990        | 17 707 574                        | 17 055 116                  | 36,7 | 268 / 662                | Kormánypárt: Koalíció CSU és FDP pártokkal     | Helmut Kohl          |
| 1994        | 17 473 325                        | 16 089 960                  | 34,2 | 244 / 672                | Kormánypárt: Koalíció CSU és FDP pártokkal     | Helmut Kohl          |
| 1998        | 15 854 215                        | 14 004 908                  | 28,4 | 198 / 669                | Ellenzék                                       | Helmut Kohl          |
| 2002        | 15 336 512                        | 14 167 561                  | 29,5 | 190 / 603                | Ellenzék                                       | Angela Merkel        |
| 2005        | 15 390 950                        | 13 136 740                  | 27,8 | 180 / 614                | Kormánypárt: Nagykoalíció CSU és SDP pártokkal | Angela Merkel        |
| 2009        | 13 856 674                        | 11 828 277                  | 27,3 | 194 / 622                | Kormánypárt: Koalíció CSU és FDP pártokkal     | Angela Merkel        |
| 2013        | 16 233 642                        | 14 921 877                  | 34,1 | 254 / 630                | Kormánypárt: Nagykoalíció CSU és SDP pártokkal | Angela Merkel        |
| 2017        | 14 027 804                        | 12 445 832                  | 26,8 | 200 / 709                | Kormánypárt: Nagykoalíció CSU és SDP pártokkal | Angela Merkel        |
| 2021        | 10 445 571                        | 8 770 980                   | 19,0 | 152 / 735                | Ellenzék                                       | Armin Laschet        |
| 2025        | 12 601 967                        | 11 194 700                  | 22,5 | 164 / 630                | Még nem ismert                                 | Friedrich Merz       |

### Tartományi parlamentek
A CDU Bajorországot kivéve mindegyik tartományi parlamentben jelen van, Bajorországban a CDU testvérpártja a CSU van jelen.
| Tartomány                 | Választási év | Szavazatok száma | %    | Megszerzett helyek száma | Kormány/Ellenzék?                        |
| ------------------------- | ------------- | ---------------- | ---- | ------------------------ | ---------------------------------------- |
| Alsó-Szászország          | 2022          | 1 017 276        | 28,1 | 47 / 146                 | Ellenzék                                 |
| Baden-Württemberg         | 2021          | 1 168 745        | 24,1 | 42 / 154                 | Kormánykoalíció a Zöldekkel              |
| Berlin                    | 2023          | 428 100          | 28,2 | 52 / 147                 | Kormánykoalíció az SPD-vel               |
| Brandenburg               | 2024          | 181 632          | 12,1 | 12 / 88                  | Ellenzék                                 |
| Bréma                     | 2023          | 331 380          | 26,7 | 24 / 84                  | Ellenzék                                 |
| Észak-Rajna-Vesztfália    | 2022          | 2 552 276        | 35,7 | 76 / 195                 | Kormánykoalíció a Zöldekkel              |
| Hamburg                   | 2025          | 864 700          | 19,8 | 26 / 121                 | Ellenzék                                 |
| Hessen                    | 2023          | 972 595          | 34,6 | 52 / 133                 | Kormánykoalíció az SPD-vel               |
| Mecklenburg-Elő-Pomeránia | 2021          | 121 566          | 13,3 | 12 / 79                  | Ellenzék                                 |
| Rajna-vidék-Pfalz         | 2021          | 535 345          | 27,7 | 31 / 101                 | Ellenzék                                 |
| Saar-vidék                | 2022          | 129 156          | 28,5 | 19 / 51                  | Ellenzék                                 |
| Szászország               | 2024          | 749 216          | 31,9 | 41 / 120                 | Kormánykoalíció az SPD-vel               |
| Szász-Anhalt              | 2021          | 394 810          | 37,1 | 40 / 97                  | Kormánykoalíció az SPD-vel és az FDP-vel |
| Schleswig-Holstein        | 2022          | 601 943          | 43,4 | 34 / 69                  | Kormánykoalíció a Zöldekkel              |
| Türingia                  | 2024          | 285 141          | 23,6 | 23 / 88                  | Kormánykoalíció az SPD-vel és a BSW-vel  |

## Taglétszám

A CDU a német tartományi parlamentekben

| Szövetségi állam       | elnök                      | tagok száma |
| Alsó-Szászország       | David McAllister           | 58000       |
| Baden-Württemberg      | Thomas Strobl              | 77800       |
| Berlin                 | Frank Henkel               | 13100       |
| Brandenburg            | Saskia Ludwig              | 6800        |
| Bréma                  | Rita Mohr-Lüllmann         | 3400        |
| Hamburg                | Marcus Weinberg            | 10400       |
| Hessen                 | Volker Bouffier            | 51600       |
| Mecklenburg-Vorpommern | Lorenz Caffier             | 6500        |
| Észak-Rajna-Vesztfália | Norbert Röttgen            | 174400      |
| Rheinland-Pfalz        | Julia Klöckner             | 53200       |
| Saar-vidék             | Annegret Kramp-Karrenbauer | 21300       |
| Szászország            | Stanislaw Tillich          | 14100       |
| Szász-Anhalt           | Thomas Webel               | 9200        |
| Schleswig-Holstein     | Jost de Jager              | 28400       |
| Türingia               | Christine Lieberknecht     | 12500       |
| külföld                | -                          | 136         |

## Párthimnusz
A szövetségi, kerületi választásokon a nemzeti himnusz hangzik el. 2005-ben a választási kampány során a The Final Countdown dalt játszották le.